# Torreano
Torreano (friülà Torean, eslovè Tavorjana) és un municipi italià, dins de la província d'Udine. Alguns l'inclouen dins de l'Eslàvia friülana. L'any 2007 tenia 2.265 habitants. Limita amb els municipis de Kobarid (Eslovènia), Cividale del Friuli, Faedis, Moimacco, Pulfero i San Pietro al Natisone.

## Administració
| Període | Identitat   |
| ------- | ----------- |
| 2016-   | R.Sabbadini |